# وزارة التخطيط والتعاون الدولي (أرض البنط)
وزارة التخطيط والتنمية الاقتصادية والتعاون الدولي (MOPEDIC)، تأسست في عام 1998 كمديرية ونظام بنك أرض البنط. وفي أغسطس 2001، تغير اسم وزارة التخطيط والتعاون الدولي إلى وزارة التخطيط والتعاون الدولي بدلاً من مديرية وزارة التخطيط والتعاون الدولي.